# PGC 1578
LEDA/PGC 1578 ist eine Balken-Spiralgalaxie vom Hubble-Typ SBc im Sternbild Andromeda am Nordsternhimmel. Sie ist rund 216 Millionen Lichtjahre von der Milchstraße entfernt. 
Gemeinsam mit NGC 97, NGC 108, PGC 1544, PGC 1552 und PGC 1913 bildet sie die NGC 108-Gruppe oder LGG 5.
Die Supernova SN 1968N wurde hier beobachtet.